# Semiótica cinematográfica
A semiótica cinematográfica é o estudo dos processos de significação — semiose — ou qualquer outra forma de produção sígnica elaborados por meio de imagens em movimento. Este ramo une teorias do cinema, da semiótica e da linguística para analisar como o sentido é construído nos filmes, seja na narrativa ou na manipulação de outros recursos audiovisuais, como mixagem de som, direção de arte e fotografia. Faz-se, portanto, diálogos recorrentes com a estética da recepção e com a construção da mise-en-scène, que analisa como signos articulam-se entre si em textos cinematográficos.
Alguns teóricos do cinema, como Ricciotto Canudo, Louis Delluc e Béla Balázs, ainda na primeira metade do século XX, fazem alusão ao cinema como linguagem, entendendo-o como um forma linguística. Pesquisadores do formalismo russo, como Yuri Tynianov e Boris Eikhenbaum, ampliam a aproximação entre esse pensamento a partir da noção de construção sintagmática: o filme construído a partir de uma sintaxe, disposição ordenada de signos. A semiótica cinematográfica consolida-se, por fim, com o paradigma pós-estruturalista, em especial os trabalhos de Umberto Eco, Christian Metz, Roland Barthes, Pier Paolo Pasolini e Gilles Deleuze.